# Frederick Schipizky
Frederick Alexander Schipizky (* 20. Dezember 1952 in Calgary) ist ein kanadischer Kontrabassist und Komponist.
Schipizky studierte Komposition bei Elliot Weisgarber an der University of British Columbia und bei Roger Sessions und David Diamond an der Juilliard School. Weitere Lehrer waren Murray Adaskin, John Beckwith, Jean Coulthard und Harry Friedman. Kontrabass studierte er bei Kenneth Friedman, dem Ersten Bassisten des Vancouver Symphony Orchestra, David Walter an der Juilliard School, bei Gary Kerr und bei Eugene Levinson in Aspen. An der Juilliard School war er teaching fellow für Musiktheorie und Erster Bassist des Sinfonieorchesters und erhielt einen Preis des New York State Council of the Arts.
Er war von 1974 bis 1976 Mitglied des Victoria Symphony Orchestra, von 1975 bis 1977 des National Youth Orchestra und ab 1978 des Vancouver Symphony Orchestra. Daneben trat er auch mit Orchestern und Ensembles wie dem Montreal Symphony Orchestra, dem CBC Vancouver Orchestra, dem Purcell String Quartet und der Vancouver New Music Society auf. Ab 1981 unterrichtete er Musiktheorie und Komposition an der Vancouver Academy of Music, ab 1989 Kontrabass am Douglas College.
Kompositionen Schipizkys wurden u. a. von den Sinfonieorchestern von Calgary, Winnipeg und Victoria sowie von Gary Karr aufgeführt. Phyllis Mailing nahm 1983 seine Three Songs for Mezzo-Soprano auf. Das Vancouver Symphony Orchestra spielte in den 1980er Jahren fünf Uraufführungen von Werken Schipizkys und stellte bei seiner Japantournee 1985 seine Erste Sinfonie unter der Leitung von Kazuyoshi Akiyama vor.  Es spielte 1990 auch die Uraufführung von From under the Overture und spielte das Werk bei der nachfolgenden Tournee durch British Columbia unter Leitung von Kirk Muspratt.